# Nuts (snoep)

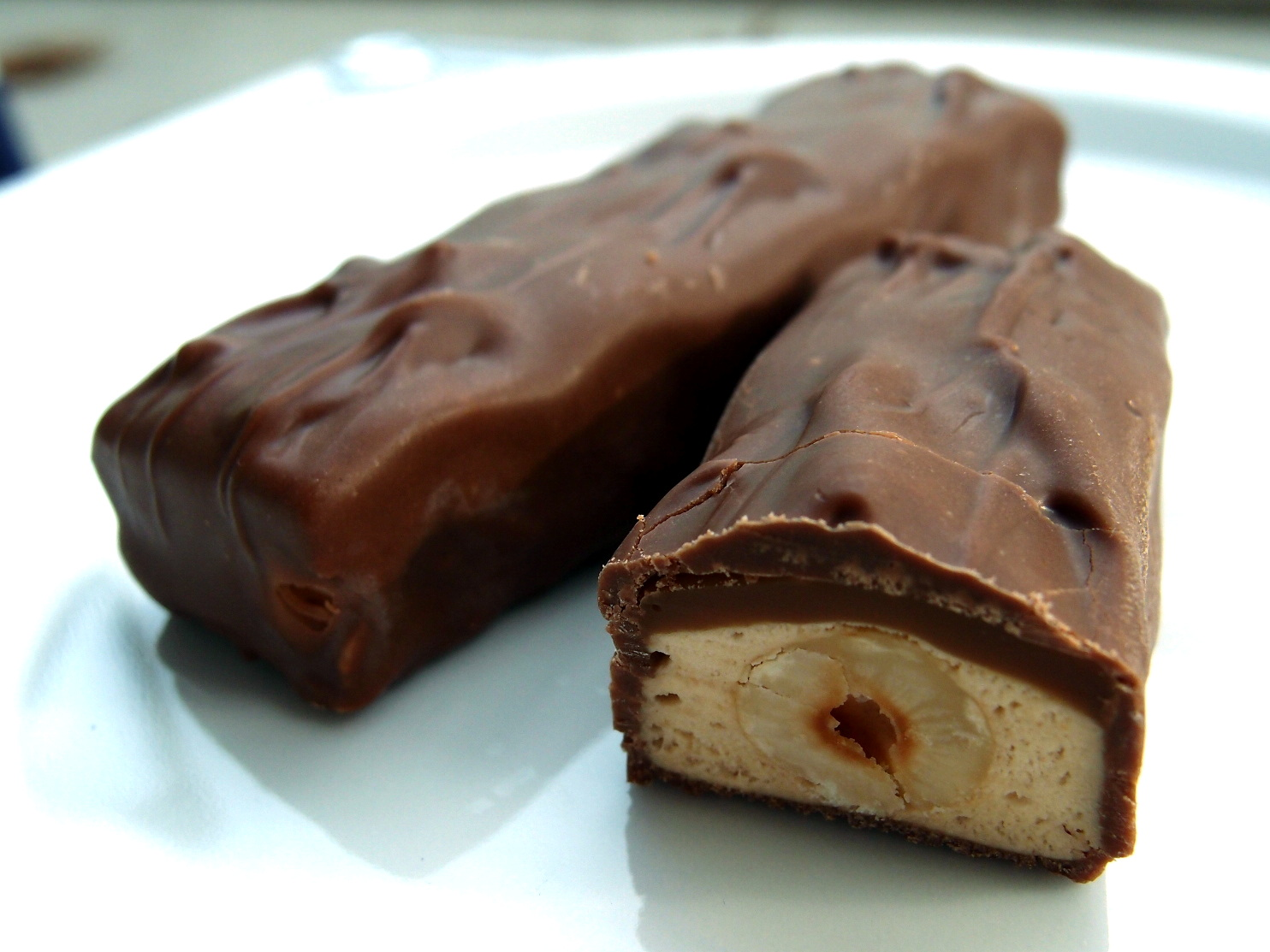
Een Nuts-reep, heel en opengesneden

Een Nuts is een chocoladereep die door het Zwitserse bedrijf Nestlé geproduceerd wordt.
De meest gangbare Nuts is een 10 centimeter lange reep van 42 gram, voor 2009 was dat 50 gram. De Nuts bestaat uit een kruimige nogasubstantie, bedekt met karamel en gevuld met hele hazelnoten, omhuld met melkchocolade. 
De verpakking is geel met het merk in rode letters.

## Historie
De Nutsrepen zijn door de Amsterdamse importeur en zakenman CL.F Gerhards ontwikkeld/verzonnen en vanaf 1950 geproduceerd in zijn chocoladefabriek aan de Sloterkade 10-11 te Amsterdam. Gerhards produceerde voor die tijd Marsrepen in licentie in deze fabriek voor de Nederlandse markt. In 1961 richtte Gerhards de Nuts Chocoladefabriek b.v. op. Mars chocolade bouwde in 1961 zijn eigen en huidige fabriek in Veghel. In 1966 verhuisde de Nutsfabriek naar Elst (Gelderland). In deze fabriek werd toen ook een nieuwe reep, genaamd Caddy, geproduceerd, die met een iets andere vorm en de naam Lion nog verkrijgbaar is. Het bedrijf is in 1979 overgenomen door het Engelse Rowntree Mackintosh, en in 1988 door het Zwitserse Nestlé. Tegenwoordig komen de Nutsrepen uit Tsjechië. De fabriek in Elst werd in 2007 door Nestlé gesloten.